# Fushun
Fushun (chin. 抚顺市/撫順市 Fǔshùn Shì), deutsch Fuschun, ist eine bezirksfreie Stadt in der nordostchinesischen Provinz Liaoning, welche 1.854.372 Einwohner (Stand: Zensus 2020) zählt und eine Fläche von 11.272 km² hat. Unter den 14 bezirksfreien Städten der Provinz steht Fushun nach der Bevölkerungszahl an zehnter Stelle. In Fushun leben viele Angehörige des Volkes der Mandschu.

## Administrative Gliederung
Auf Kreisebene setzt sich die Stadt Fushun aus vier Stadtbezirken, einem Kreis und zwei Autonomen Kreisen zusammen. Diese sind (Stand: Zensus 2020):
- Stadtbezirk Shuncheng (顺城区 Shùnchéng Qū), 358 km², 466.126 Einwohner;
- Stadtbezirk Xinfu (新抚区 Xīnfǔ Qū), 110 km², 222.984 Einwohner;
- Stadtbezirk Dongzhou (东洲区 Dōngzhōu Qū), 604 km², 236.731 Einwohner;
- Stadtbezirk Wanghua (望花区 Wànghuā Qū), 307 km², 396.257 Einwohner;
- Kreis Fushun (抚顺县 Fǔshùn Xiàn), 1.670 km², 83.125 Einwohner;
- Autonomer Kreis Xinbin der Mandschu (新宾满族自治县 Xīnbīn Manzú Zìzhìxiàn), 4.295 km², 217.259 Einwohner;
- Autonomer Kreis Qingyuan der Mandschu (清原满族自治县 Qīngyuán Manzú Zìzhìxiàn), 3.925 km², 238.890 Einwohner.

## Religion
Fushun ist Sitz des katholischen Bistums Fushun.

## Persönlichkeiten
- Guo Dandan (* 1977), Freestyle-Skierin
- Liu Yinghui (* 1978), Hammerwerferin
- Ou Xiaotao (* 1980), Freestyle-Skier